# San Pedro (Belize)
San Pedro é uma cidade da ilha de Ambergris Caye, pertencente ao distrito de Belize, no Belize. A última estimativa populacional, realizada em 2012, atribuía-lhe a população de 13 381 habitantes. Em meados de 2005, a população estimada da cidade era de apenas 8 400 habitantes.